# Aeroportul Eisk
Aeroportul Eisk (IATA: EIK, ICAO: URKE) este un aeroport din Eisk, Eiskoe gorodskoe poselenie⁠(d), Eisk⁠(d), Ținutul Krasnodar, Rusia ce deservește zona Eisk.
Situat la o altitudine de 20 m, aeroportul dispune de o singură pistă.